# Buluh Rampai
Buluh Rampai is een bestuurslaag in het regentschap Indragiri Hulu van de provincie Riau, Indonesië. Buluh Rampai telt 4624 inwoners (volkstelling 2010).